# Height of the Rockies Provincial Park
Der Height of the Rockies Provincial Park ist ein etwa 54.208 Hektar großer Provincial Park im Südosten der kanadischen Provinz British Columbia. Er liegt östlich von Invermere und nordnordöstlich von Elkford an der kontinentalen Wasserscheide, im Regional District of East Kootenay. Der Park ist nur auf Holzfällerstraßen zu erreichen.
Der Park ist von jeder wirtschaftlicher Nutzung durch Bergbau, Holzwirtschaft und ähnliches ausgeschlossen.

## Anlage
Der Park liegt in der Southern Continental Ranges, einer Teilkette der Kanadischen Rocky Mountains und grenzt im Westen an die kontinentalen Wasserscheide, welche hier auch die Grenze zur Provinz Alberta ist. Jenseits der Grenze liegen der Banff-Nationalpark und der Peter Lougheed Provincial Park. Nach Südwesten und noch in British Columbia liegt der Elk Lakes Provincial Park. Im Park finden sich sieben Gebirgspässe und 26 Berge mit einer Höhe vom mehr als 3400 m. Der an der Ostseite des Parks gelegene Mount Joffre ist mit 3433 m der höchste Punkt im Park. Niedrigster Punkt des Parks ist das Tal des Palliser River auf einer Höhe von etwa 1300 m.
Bei dem Park handelt es sich um ein Schutzgebiet der Kategorie Ib (Wilderness Area).

## Geschichte
Das Gebiet des Parks wurde erstmals im Jahr 1987 geschützt, bevor es 1995 zu einem Provincial Park umgewandelt wurde. Im Laufe der Zeit wurden dabei sowohl seine Größe wie auch sein Schutzstatus geändert. Seit seiner Gründung als Provincial Park hat er seine heutige Größe.

## Flora und Fauna
Mit dem Biogeoclimatic Ecological Classification (BEC) Zoning System wird das Ökosystem von British Columbia in verschiedene biogeoklimatische Zonen eingeteilt. Biogeoklimatische Zonen zeichnen sich durch ein grundsätzlich identisches oder sehr ähnliches Klima sowie gleiche oder sehr ähnliche biologische und geologische Voraussetzungen aus. Daraus resultiert in den jeweiligen Zonen dann auch ein sehr ähnlicher Bestand an Pflanzen und Tieren. Innerhalb dieser Systematik wird der Park, zusammen mit dem angrenzenden Elk Lakes Provincial Park, der Engelmann Spruce—Subalpine Fir Zone sowie der Alpine Tundra Zone und der Montane Spruce Zone zugeordnet.

## Aktivitäten
Da der Park nur auf Holzfällerstraßen erreicht werden kann und in ihm die Nutzung motorisierter Fahrzeuge verboten ist, wird hauptsächlich durch Wanderer und Bergsteiger genutzt.